# Oligomerella donnae
Oligomerella donnae är en stekelart som beskrevs av Lubomir Masner och Lars Huggert 1989. Oligomerella donnae ingår i släktet Oligomerella och familjen gallmyggesteklar. Inga underarter finns listade i Catalogue of Life.